# تاربورو (کارولینای شمالی)
تاربورو (به انگلیسی: Tarboro) شهری در ایالت کارولینای شمالی کشور ایالات متحده آمریکا است که جمعیت آن در سرشماری سال ۲۰۱۰ میلادی، ۱۱٬۴۱۵ نفر بوده‌است.